# بروتين ورم أرومة الشبكية
بروتين ورم أرومة الشبكية أو بروتين الريتينوبلاستوما (بالإنجليزية :Retinoblastoma Protein) هو «بروتين كابح للورم» يختل عمله في عدة سرطانات رئيسية. تتمثل إحدى وظائفه في منع النمو الخلوي المفرط عن طريق تثبيط تقدم الدورة الخلوية حتى تصبح الخلية جاهزة للانقسام. عند استعداد الخلية للانقسام، يُعطَّل البروتين عبر عملية الفسفرة، فيُسمح بتقدم الدورة الخلوية. يلعب البروتين أيضًا دورًا في تعيين عدة إنزيمات مُعدِّلة للكروماتين مثل الميثيلازات والأستيلازات.
ينتمي pRb إلى «عائلة البروتينات الجيبية» التي تمتلك جيبًا هيكليًا لربط البروتينات الأخرى وظيفيًا. إذا ارتبط بروتين مُسرطِن (مثل تلك المنتَجة من خلايا مصابة بأنواع عالية الخطورة من فيروس الورم الحليمي البشري) بالبروتين pRb وعطَّله، فقد يؤدي ذلك إلى السرطان. قد يكون جين RB مسؤولًا عن تطور تعدد الخلايا في عدة سلالات حية تشمل الحيوانات.

## الاسم والوراثة
يُشَفَّر هذا البروتين في جسم الإنسان بواسطة جين RB1 الموجود على الكروموسوم 13 (تحديدًا في الموقع 13q14.1-q14.2) إذا حدثت طفرة في كلا أليلي هذا الجين في خلية شبكية، يُعطَّل البروتين وتنمو الخلايا بشكل غير مُتحكم فيه، مما يؤدي إلى تطور ورم أرومة الشبكية (retinoblastoma)، ومن هنا جاءت تسمية البروتين بحرفي آر بي RB. لذلك، تحدث معظم حالات تعطيل هذا الجين في أنسجة الشبكية عندما تسبب طفرات ناتجة عن الأشعة فوق البنفسجية في تعطيل جميع النسخ السليمة من الجين. ومع ذلك، وُثِّقت حالات تعطيل pRb أيضًا في بعض سرطانات الجلد لدى مرضى من نيوزيلندا، حيث تكون مستويات التعرض للأشعة فوق البنفسجية أعلى بشكل ملحوظ.
لُوحظ وجود شكلين رئيسيين لورم أرومة الشبكية: الشكل الثنائي (العائلي) والشكل الوحيد الجانب (العَرَضي). الأفراد المصابون بالنوع العائلي أكثر عرضةً بستة أضعاف للإصابة بأنواع أخرى من السرطان لاحقًا في حياتهم مقارنةً بأولئك المصابين بالشكل العَرَضي. أبرزت هذه الملاحظة إمكانية وراثة الطفرة في جين pRb، مما دعم «فرضية ندسون». تنص هذه الفرضية على أن وجود أليل واحد سليم من الجين الكابح للورم كافٍ لأداء وظيفته (حيث تكون الطفرة متنحية)، وبالتالي يجب حدوث طفرتين لإظهار النمط الظاهري السرطاني.
في الشكل العائلي، يرث الفرد أليلًا مُتحورًا مع أليل طبيعي. في هذه الحالة، إذا تعرضت خلية لطفرة واحدة في الجين RB الآخر، تصبح جميع نسخ pRb في تلك الخلية غير فعالة في تثبيط تقدم الدورة الخلوية، مما يسمح بانقسام الخلايا بشكل غير مسيطر عليه وتطورها إلى سرطانية. علاوةً على ذلك، وبما أن أليلًا واحدًا مُتحورًا بالفعل في جميع الخلايا الجسدية الأخرى، تُلاحَظ زيادة احتمالية الإصابة بالسرطانات لدى هؤلاء الأفراد بنمط خطي. لا يحتاج الأليل السليم بالضرورة إلى حدوث طفرة مباشرة، إذ يُشاهد غالبًا فقدان الغلبة الوراثية (LOH) في مثل هذه الأورام.
في الشكل العَرَضي لورم أرومة الشبكية، يجب أن تتعرض كلا الأليلين لطفرة قبل أن تصبح الخلية سرطانية. وهذا يفسر سبب عدم زيادة خطر الإصابة بسرطانات أخرى لاحقًا لدى مرضى الشكل العَرَضي، نظرًا لأن كلا الأليلين يعملان بشكل طبيعي في جميع خلاياهم الأخرى. تُلاحَظ احتمالات الإصابة المستقبلية بالسرطان في الحالات العَرَضية لورم أرومة الشبكية بحركية متعددة الحدود، وليست تربيعية تمامًا كما يُتوقع، لأن الطفرة الأولى يجب أن تنشأ عبر آليات طبيعية، ثم يمكن تكرارها عبر فقدان الغلبة الوراثية (LOH) لتُنتج خلية ورمية أولية.
تم تحديد نظائر جين RB1 في معظم الثدييات التي تتوفر بيانات جينومها الكامل.
تقوم بروتينات عائلة RB/E2F بكبح عملية النسخ الجيني.

## البنية تحدد الوظيفة
يُعتبر بروتين pRb بروتينًا متعدد الوظائف يضم العديد من مواقع الارتباط والفسفرة. رغم أن وظيفته الشائعة تتمثل في الارتباط بكبح أهداف مجموعة الجينات التي تدعى E2F، إلا أنه يُرجح أن يكون بروتينًا متعدد المهام نظرًا لقدرته على الارتباط بما لا يقل عن 100 بروتين آخر.
يتألف pRb من ثلاثة مكونات بنيوية رئيسية: طرف كربوكسيلي، ووحدة جيب (مسؤولة عن التفاعلات البروتينية الرئيسية)، وطرف أميني. يحتوي كل مجال على مواقع متعددة لارتباط البروتينات، بالإضافة إلى 15 موقعًا محتملًا للفسفرة. بشكل عام، تؤدي عملية الفسفرة إلى «قفل بين المجالات»، مما يغير تكوين pRb البنيوي ويمنعه من الارتباط بالبروتينات المستهدفة. قد تُفسفر مواقع مختلفة في أوقات متباينة، مما يولد تكوينات بنيوية متنوعة ووظائف/مستويات نشاط متعددة.

## كبح الدورة الخلوية
يحدد بروتين pRb قدرة الخلية على تضاعف الحمض النووي عن طريق منع تقدمها من مرحلة G1 (مرحلة الفجوة الأولى) إلى مرحلة S (مرحلة التخليق) في دورة انقسام الخلية. يرتبط pRb ويثبِّط ثنائيات شركاء ارتباط محفز (E2) وتشكيل الثنائيات البروتينية (E2F-DP)، وهي عوامل نسخ من مجموعة (E2F) تدفع الخلية لدخول مرحلة التخليق S من خلال إبقاء (E2F-DP) معطَّلًا، يحافظ جين RB1 على الخلية في مرحلة الفجوة الأولى G1، مانعًا تقدم الدورة الخلوية ومُؤديًا دور مثبط للنمو. يجذب مركب pRb-E2F/DP أيضًا إنزيم نازع أسيتيل الهيستون (HDAC) إلى الجسيم الوراثي، مما يقلل نسخ العوامل المحفزة لمرحلة S، فيثبِّط تخليق الحمض النووي بشكل إضافي.

### تخفيف مستويات بروتينات أهداف E2F بواسطة pRb
يمتلك بروتين pRb القدرة على تثبيط تكرار الحمض النووي بشكل عكسي عبر كبح نسخ عوامل التكرار. يستطيع pRb الارتباط بعوامل النسخ من مجموعة E2F، مما يُعيق وظيفتها. عند تنشيط pRb بشكل مزمن، يؤدي ذلك إلى خفض مستويات عوامل تكرار الحمض النووي الضرورية. خلال 72–96 ساعة من تحفيز pRb في خلايا A2-4، انخفضت مستويات بروتينات التكرار المستهدفة مثل (MCMs)، و (RPA34)، و (DBF4)، و (RFCp37)، و (RFCp140). يترافق هذا الانخفاض مع تثبيط متوقع لتكرار الحمض النووي في هذه الخلايا. مع ذلك، تُعد هذه العملية قابلة للعكس. بعد تعطيل pRb صناعيًا، استطاعت الخلايا المعالجة بعقار سيسبلاتين (عامل مُتلف للحمض النووي) الاستمرار في التكاثر دون توقف الدورة الخلوية، مما يشير إلى دور pRb المحوري في تحفيز توقف مرحلة S المزمن استجابةً للإجهاد الجيني.
من الأمثلة على الجينات المنظمة بواسطة E2F التي يكبحها pRb: سيكلين E وسيكلين A. يستطيع كلا السيكلينين الارتباط بكيناز 2 المعتمد على السيكلين (Cdk2) وتسهيل دخول الخلية إلى مرحلةS . يُثبط pRb الانتقال من مرحلة G1 إلى مرحلة S في الدورة الخلوية عبر كبح تعبير سيكلين E وسيكلين A.

### آليات كبح مجموعة E2F
توجد على الأقل ثلاث آليات مميزة يستطيع من خلالها بروتين pRb كبحَ نسخ المناطق المحفزة التي تنظمها مجموعة E2F. رغم معرفة هذه الآليات، إلا أنه لا يزال غير واضح أيها الأكثر أهمية في التحكم بالدورة الخلوية.
تضم مجموعة E2F مجموعةً من البروتينات توجد مواقع ارتباطها غالبًا في المناطق المحفزة لجينات التكاثر الخلوي أو تقدم الدورة الخلوية. من المعروف أن بروتينات(E2F1) حتى (E2F5) ترتبط ببروتينات مجموعة pRb، بينما تعمل(E2F6) و(E2F7) بشكل مستقل عن هذه المجموعة. تُصنف بروتينات E2F عمومًا إلى منشطة ومثبطة، رغم أن دورها قد يكون أكثر مرونة في بعض السياقات. تشمل المجموعة المنشطة: (E2F1)، و(E2F2)، و(E2F3) بينما تضم المثبطة: (4E2F)، و(5E2F)، و(6E2F). ترتبط البروتينات المنشطة مع (E2F4) حصريًا مع pRb. يتمكن pRb من الارتباط بالنطاق التنشيطي للبروتينات المنشطة في مجموعة E2F، مما يعيق نشاطها ويكبح النسخ الجيني للجينات التي تتحكم فيها هذه البروتينات.